# Metallochlora camerunica
Metallochlora camerunica är en fjärilsart som beskrevs av Claude Herbulot 1982. Metallochlora camerunica ingår i släktet Metallochlora och familjen mätare. Inga underarter finns listade i Catalogue of Life.